# Ymonville
Ymonville est une commune française située dans le département d'Eure-et-Loir en région Centre-Val de Loire.

## Géographie

### Situation
Située au cœur de la Beauce, à 30 km au sud-est de Chartres et à 45 km au nord-nord-ouest d'Orléans, cette commune est traversée par la route nationale 154.

Situation géographique
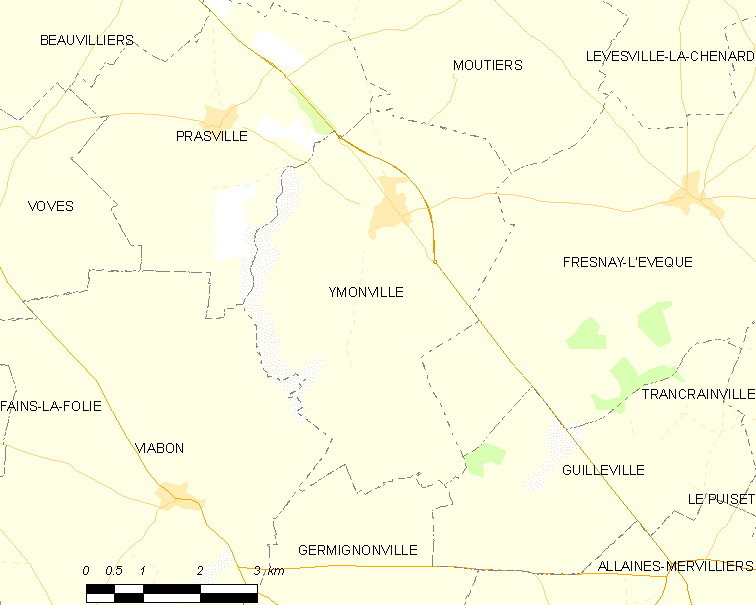
Carte de la commune d'Ymonville.
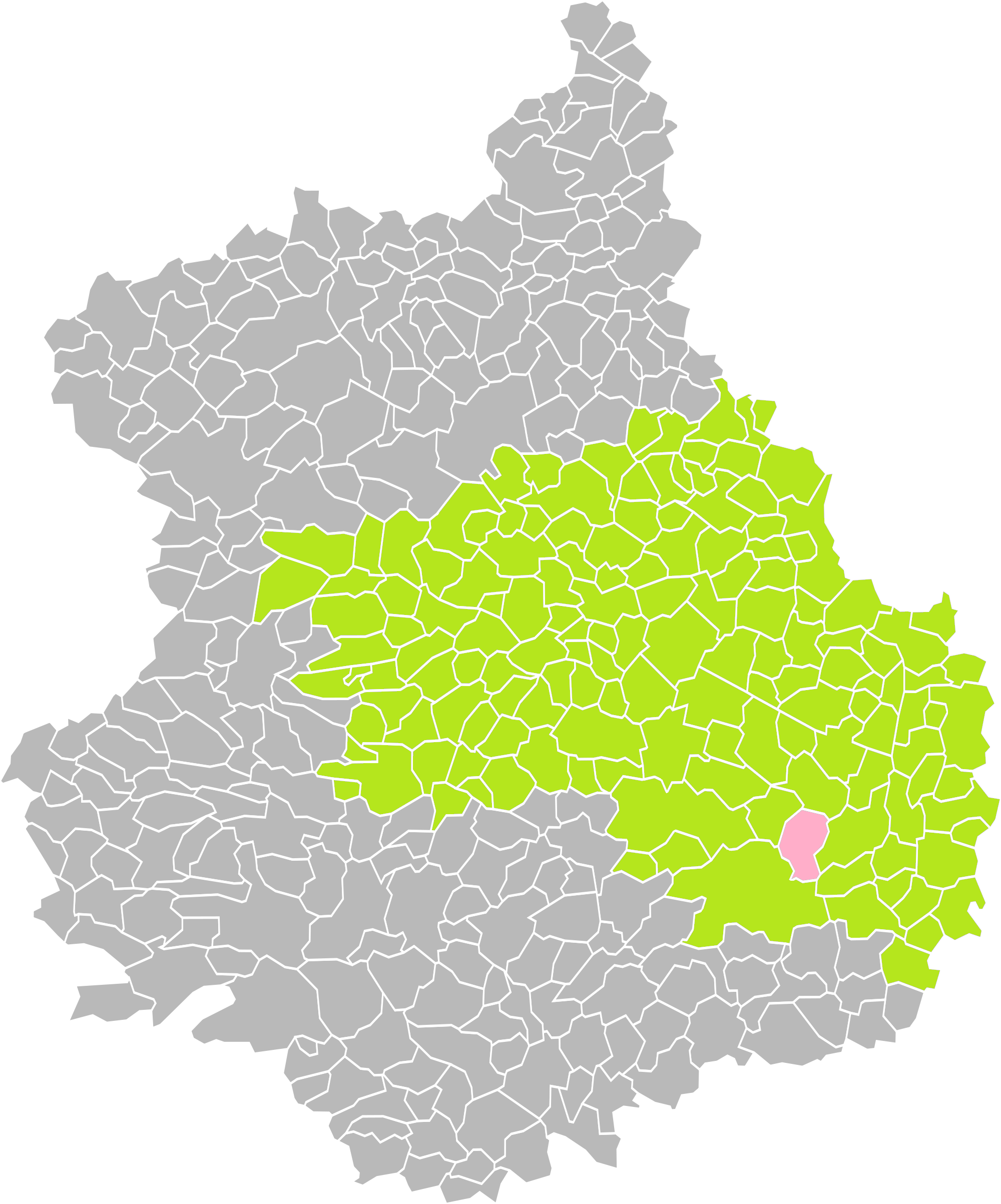
Ymonville dans son arrondissement.

### Communes limitrophes
| Prasville |                | Moutiers         |
| Prasville | Ymonville      | Fresnay-l'Évêque |
| Viabon    | Germignonville | Guilleville      |

### Transports et voies de communications

#### Réseau routier
Le 18 février 2011, le village retrouve son calme avec la mise en service de la déviation de la route nationale 154. Ce contournement permet à l'important trafic de transit, et notamment aux poids lourds, de ne plus à avoir à traverser le village. Avant la mise en place de cette déviation, le trafic routier passant par cette route principale est estimé à 10 000 véhicules par jour.
Cependant, ce calme pourrait être remis en cause, avec le projet de réalisation de l'autoroute à péage A154 entre Allaines et Nonancourt, qui redirigerait vers le village une partie du trafic qui bénéficie actuellement de la gratuité du contournement.

#### Bus
- Ligne d'autocar 1bis du réseau Remi Centre-Val de Loire allant de Chartres à Orléans.

### Climat
Pour des articles plus généraux, voir Climat du Centre-Val de Loire et Climat d'Eure-et-Loir.
En 2010, le climat de la commune est de type climat océanique dégradé des plaines du Centre et du Nord, selon une étude du CNRS s'appuyant sur une série de données couvrant la période 1971-2000. En 2020, Météo-France publie une typologie des climats de la France métropolitaine dans laquelle la commune est exposée à un climat océanique altéré et est dans la région climatique  Sud-ouest du bassin Parisien, caractérisée par une faible pluviométrie, notamment au printemps (120 à 150 mm) et un hiver froid (3,5 °C). 
Pour la période 1971-2000, la température annuelle moyenne est de 10,6 °C, avec une amplitude thermique annuelle de 15 °C. Le cumul annuel moyen de précipitations est de 626 mm, avec 10,6 jours de précipitations en janvier et 7,5 jours en juillet. Pour la période 1991-2020, la température moyenne annuelle observée sur la station météorologique de Météo-France la plus proche, « Viabon », sur la commune d'Eole-en-Beauce à 6 km à vol d'oiseau, est de 11,5 °C et le cumul annuel moyen de précipitations est de 601,1 mm,. Pour l'avenir, les paramètres climatiques de la commune estimés pour 2050 selon différents scénarios d'émission de gaz à effet de serre sont consultables sur un site dédié publié par Météo-France en novembre 2022.

## Urbanisme

### Typologie
Au 1er janvier 2024, Ymonville est catégorisée commune rurale à habitat dispersé, selon la nouvelle grille communale de densité à 7 niveaux définie par l'Insee en 2022.
Elle est située hors unité urbaine. Par ailleurs la commune fait partie de l'aire d'attraction de Chartres, dont elle est une commune de la couronne,. Cette aire, qui regroupe 117 communes, est catégorisée dans les aires de 50 000 à moins de 200 000 habitants,.

### Occupation des sols
L'occupation des sols de la commune, telle qu'elle ressort de la base de données européenne d’occupation biophysique des sols Corine Land Cover (CLC), est marquée par l'importance des territoires agricoles (97,4 % en 2018), une proportion sensiblement équivalente à celle de 1990 (97,8 %). La répartition détaillée en 2018 est la suivante : 
terres arables (91,5 %), zones agricoles hétérogènes (5,9 %), zones urbanisées (2,5 %), forêts (0,1 %). L'évolution de l’occupation des sols de la commune et de ses infrastructures peut être observée sur les différentes représentations cartographiques du territoire : la carte de Cassini (XVIIIe siècle), la carte d'état-major (1820-1866) et les cartes ou photos aériennes de l'IGN pour la période actuelle (1950 à aujourd'hui).

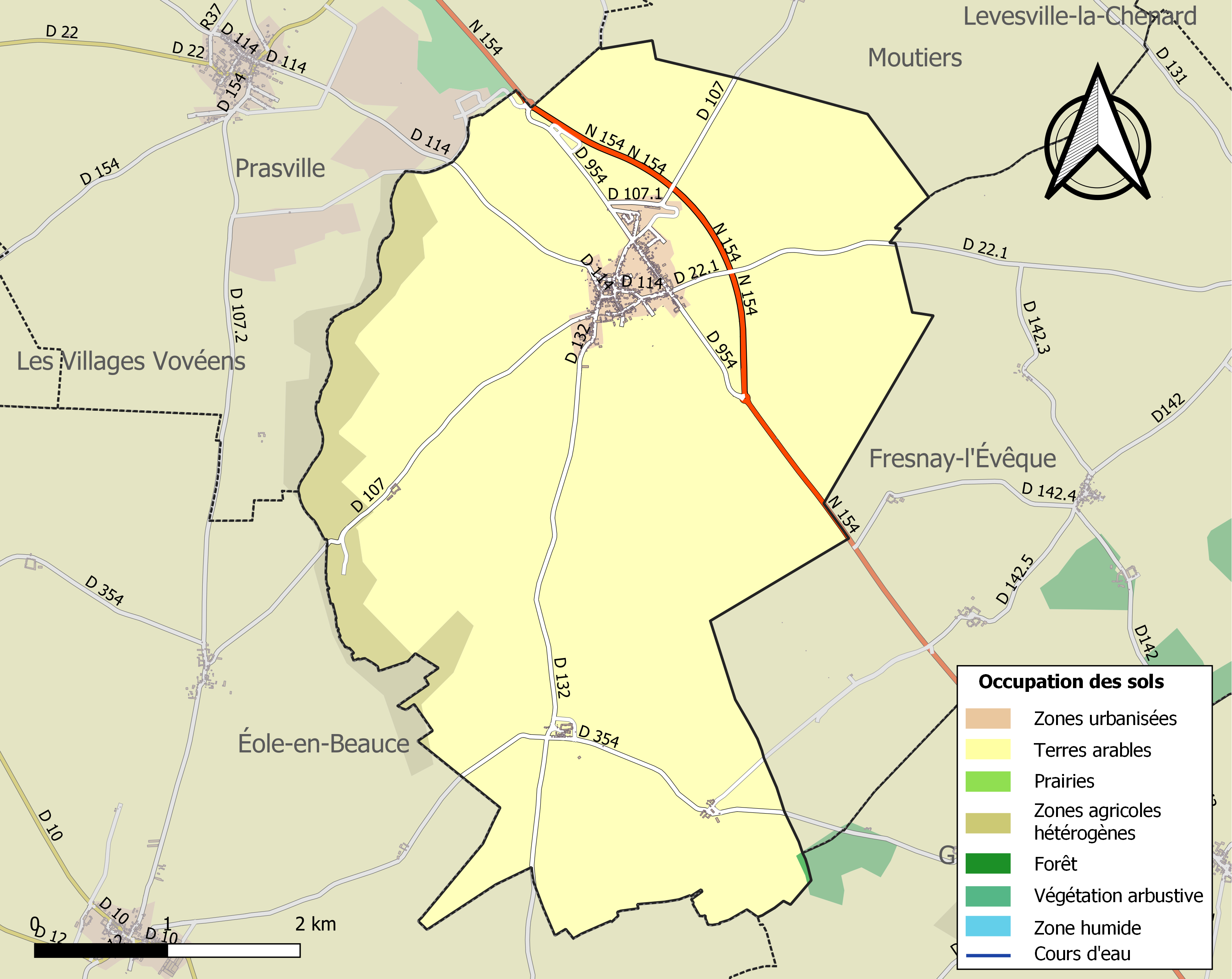
Carte des infrastructures et de l'occupation des sols de la commune en 2018 (CLC).

### Risques majeurs
Le territoire de la commune d'Ymonville est vulnérable à différents aléas naturels : météorologiques (tempête, orage, neige, grand froid, canicule ou sécheresse), inondations, mouvements de terrains et séisme (sismicité très faible). Il est également exposé à un risque technologique, le transport de matières dangereuses. Un site publié par le BRGM permet d'évaluer simplement et rapidement les risques d'un bien localisé soit par son adresse soit par le numéro de sa parcelle.

#### Risques naturels
Certaines parties du territoire communal sont susceptibles d’être affectées par le risque d’inondation par débordement de cours d'eau, notamment la Voise et la Rémarde. La commune a été reconnue en état de catastrophe naturelle au titre des dommages causés par les inondations et coulées de boue survenues en 1999,.

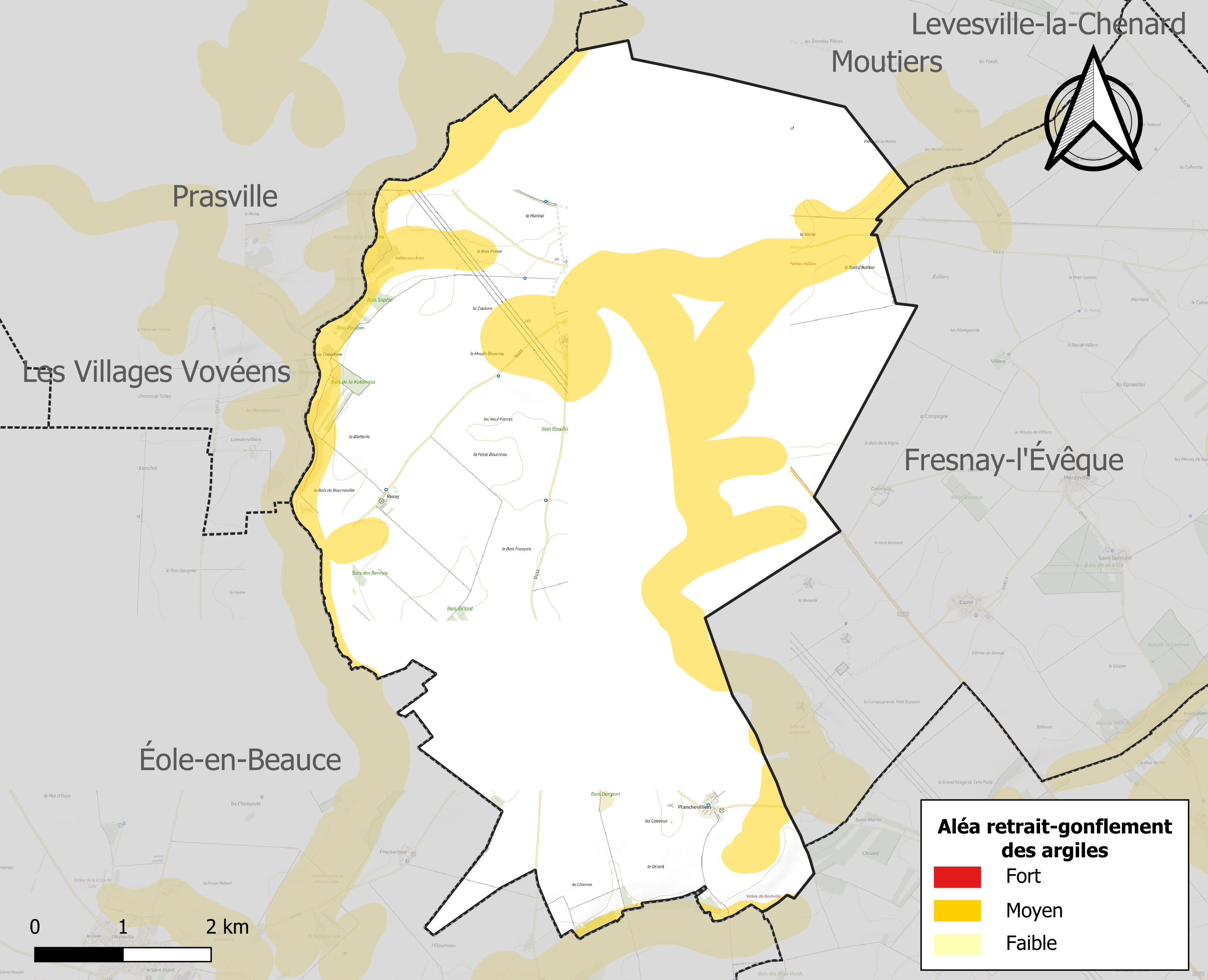
Carte des zones d'aléa retrait-gonflement des sols argileux d'Ymonville.

Les mouvements de terrains susceptibles de se produire sur la commune sont des affaissements et effondrements liés aux cavités souterraines. L'inventaire national des cavités souterraines permet de localiser celles situées sur la commune.
Le retrait-gonflement des sols argileux est susceptible d'engendrer des dommages importants aux bâtiments en cas d’alternance de périodes de sécheresse et de pluie. 23,5 % de la superficie communale est en aléa moyen ou fort (52,8 % au niveau départemental et 48,5 % au niveau national). Sur les 266 bâtiments dénombrés sur la commune en 2019, 188 sont en aléa moyen ou fort, soit 71 %, à comparer aux 70 % au niveau départemental et 54 % au niveau national. Une cartographie de l'exposition du territoire national au retrait gonflement des sols argileux est disponible sur le site du BRGM,.
Concernant les mouvements de terrains, la commune a été reconnue en état de catastrophe naturelle au titre des dommages causés par des mouvements de terrain en 1999.

#### Risques technologiques
Le risque de transport de matières dangereuses sur la commune est lié à sa traversée par des infrastructures routières ou ferroviaires importantes ou la présence d'une canalisation de transport d'hydrocarbures. Un accident se produisant sur de telles infrastructures est en effet susceptible d’avoir des effets graves au bâti ou aux personnes jusqu’à 350 m, selon la nature du matériau transporté. Des dispositions d’urbanisme peuvent être préconisées en conséquence.

## Toponymie
Le nom de la localité est attesté sous les formes Haimonis Villa vers 1120, Imonvila en 1246, Yonvilla Magna vers 1255, Ymunvilla en 1156, Ymonville en Chartrain en 1404, Ymonville la Grand en 1565, Himunvilla Magna en 1626.
L'origine du nom d'Ymonville serait germanique.

## Politique et administration

### Liste des maires

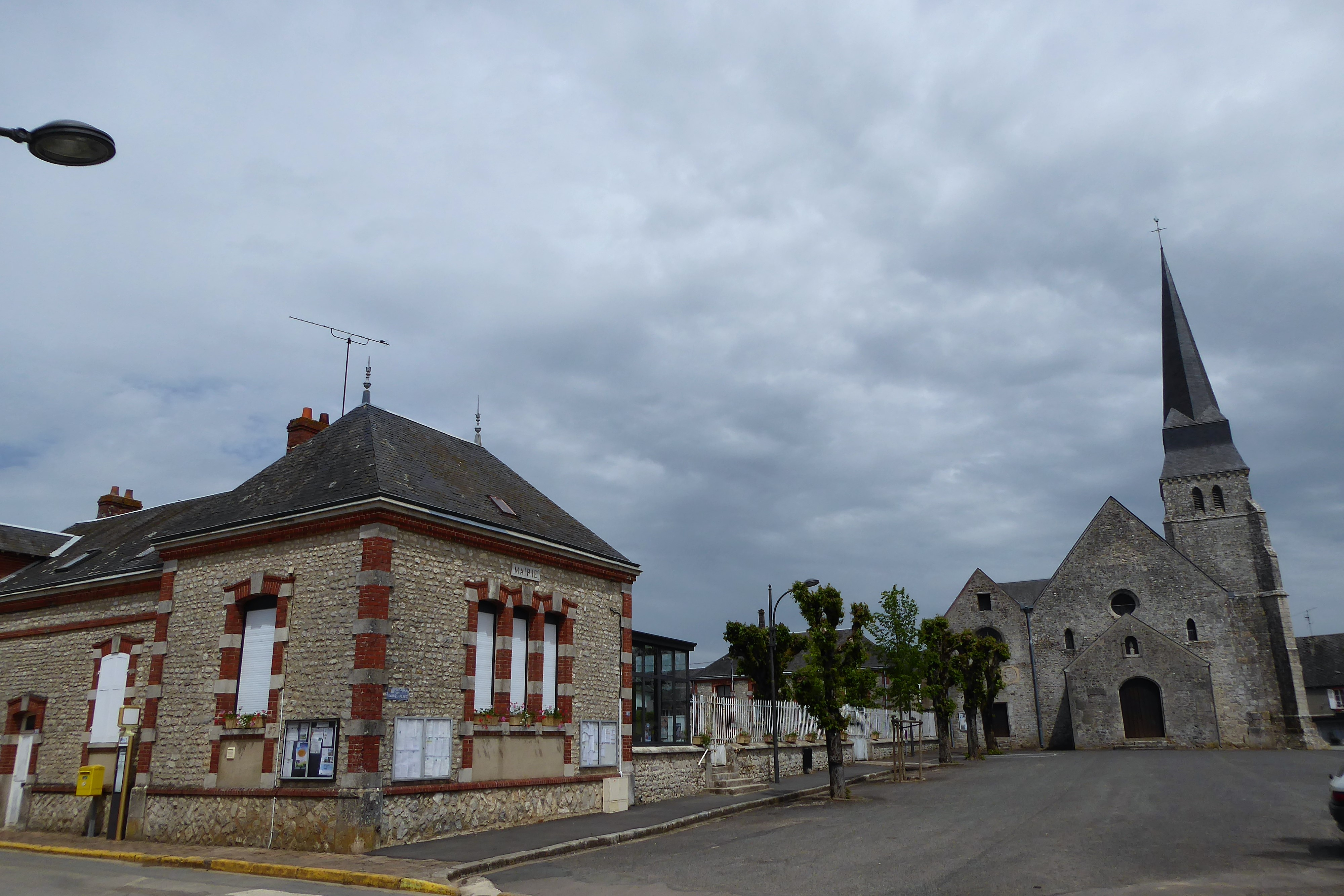
La mairie et l'église Saint-Saturnin.

| Période                                  | Période      | Identité               | Étiquette | Qualité     |
| ---------------------------------------- | ------------ | ---------------------- | --------- | ----------- |
| mars 2001                                | juillet 2020 | Jean-François Levassor | DVD       | Agriculteur |
| juillet 2020                             | En cours     | Laurent Cassonnet      |           |             |
| Les données manquantes sont à compléter. |              |                        |           |             |

## Population et société

### Démographie
L'évolution du nombre d'habitants est connue à travers les recensements de la population effectués dans la commune depuis 1793. Pour les communes de moins de 10 000 habitants, une enquête de recensement portant sur toute la population est réalisée tous les cinq ans, les populations de référence des années intermédiaires étant quant à elles estimées par interpolation ou extrapolation. Pour la commune, le premier recensement exhaustif entrant dans le cadre du nouveau dispositif a été réalisé en 2008.

En 2022, la commune comptait 481 habitants, en évolution de −2,63 % par rapport à 2016 (Eure-et-Loir : −0,23 %, France hors Mayotte : +2,11 %).
| 1793 | 1800 | 1806 | 1821 | 1831 | 1836 | 1841 | 1846 | 1851 |
| ---- | ---- | ---- | ---- | ---- | ---- | ---- | ---- | ---- |
| 609  | 648  | 710  | 634  | 845  | 842  | 795  | 805  | 836  |

| 1856 | 1861 | 1866 | 1872 | 1876 | 1881 | 1886 | 1891 | 1896 |
| ---- | ---- | ---- | ---- | ---- | ---- | ---- | ---- | ---- |
| 821  | 833  | 839  | 773  | 734  | 752  | 691  | 680  | 747  |

| 1901 | 1906 | 1911 | 1921 | 1926 | 1931 | 1936 | 1946 | 1954 |
| ---- | ---- | ---- | ---- | ---- | ---- | ---- | ---- | ---- |
| 650  | 602  | 662  | 574  | 593  | 607  | 545  | 618  | 576  |

| 1962 | 1968 | 1975 | 1982 | 1990 | 1999 | 2006 | 2008 | 2013 |
| ---- | ---- | ---- | ---- | ---- | ---- | ---- | ---- | ---- |
| 604  | 584  | 491  | 453  | 460  | 436  | 470  | 479  | 487  |

| 2018 | 2022 | - | - | - | - | - | - | - |
| ---- | ---- | - | - | - | - | - | - | - |
| 501  | 481  | - | - | - | - | - | - | - |

## Culture locale et patrimoine

### Lieux et monuments

#### Moulin à vent
Classé MH (1988).
Le moulin de la Garenne est un moulin à vent du type moulin pivot ; selon la base des monuments historiques Mérimée, sa construction daterait des XVIIe et XVIIIe siècles. Il est classé monument historique depuis le 26 juillet 1988.

Le moulin de la Garenne
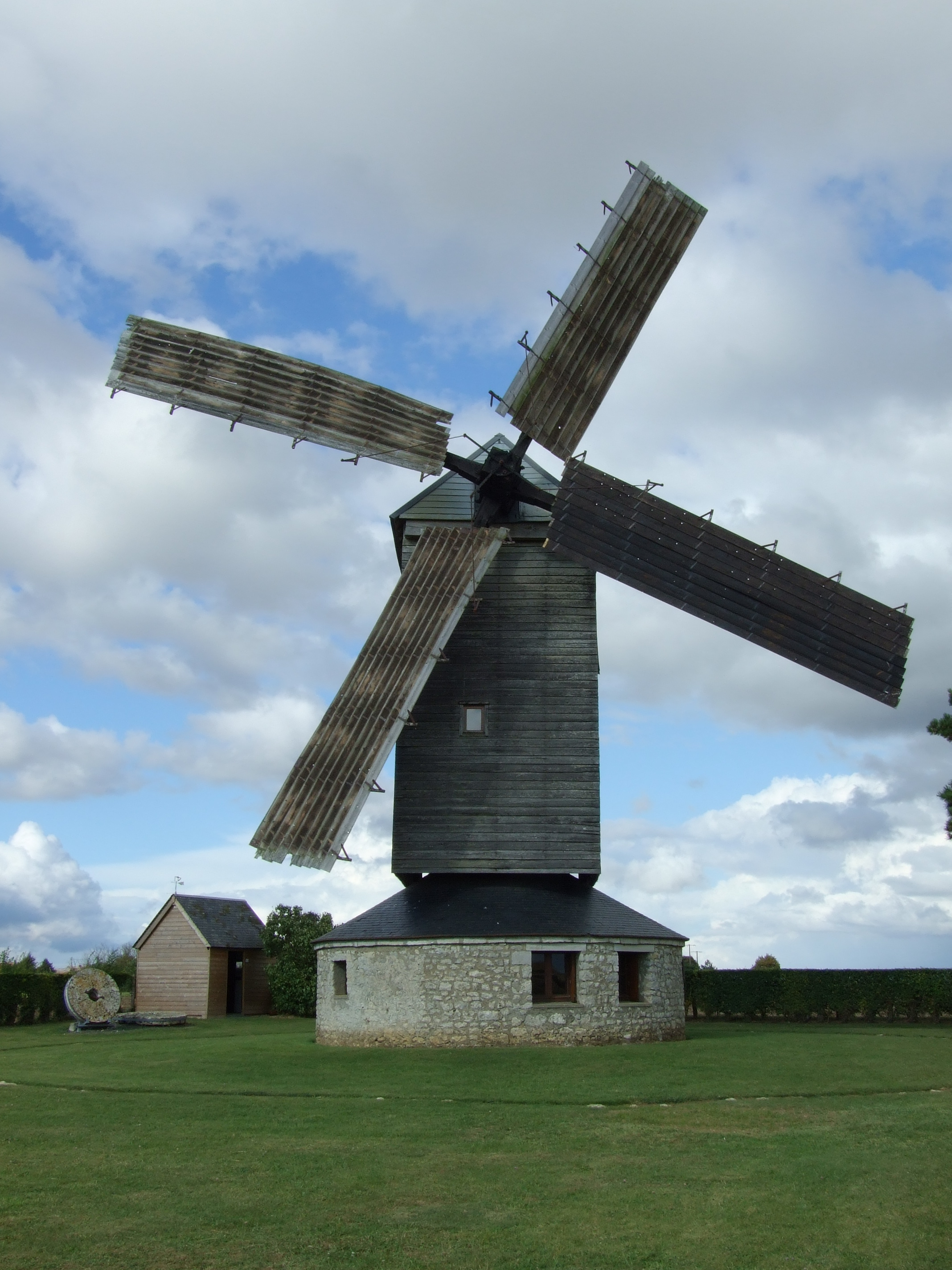
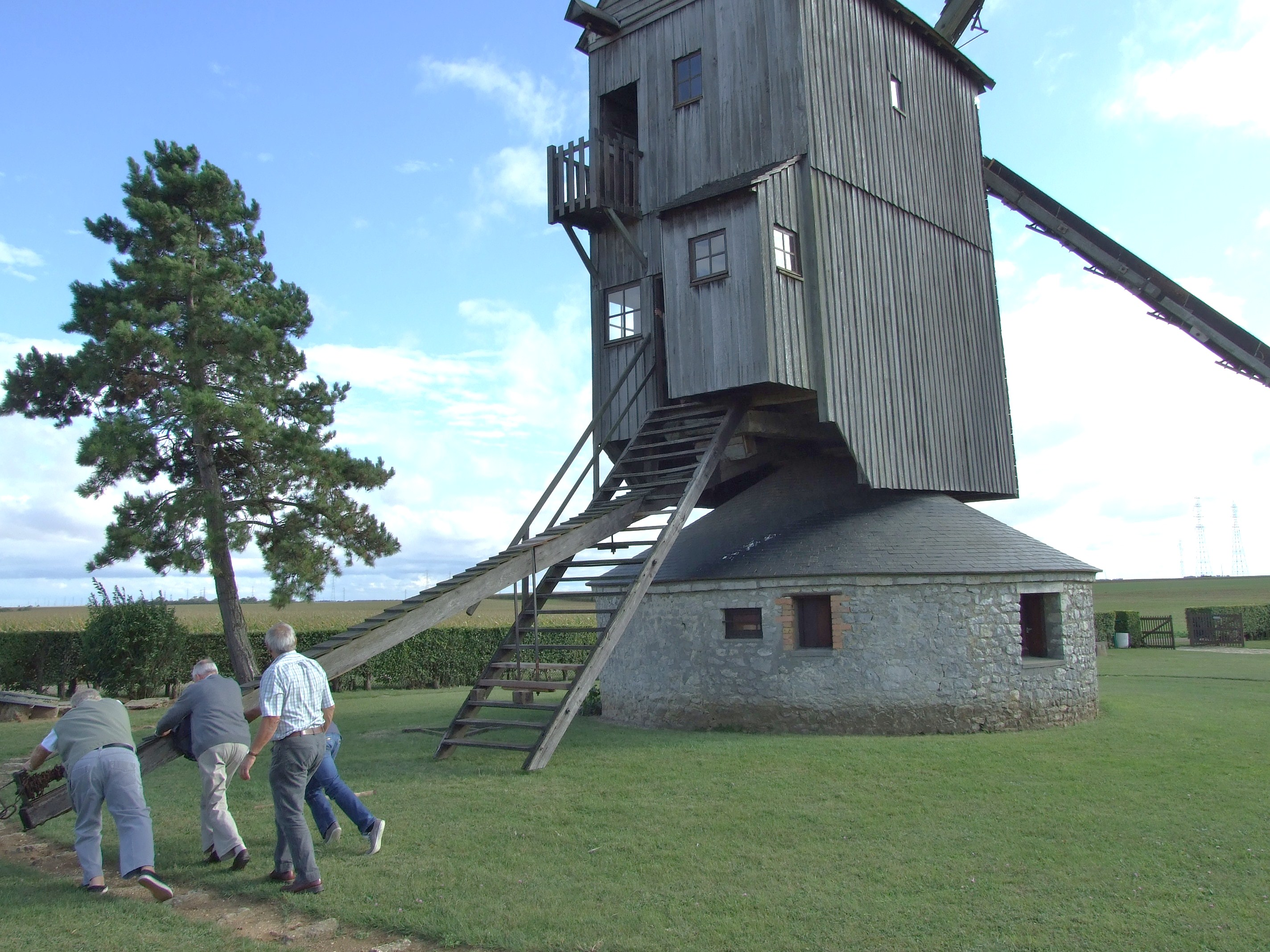
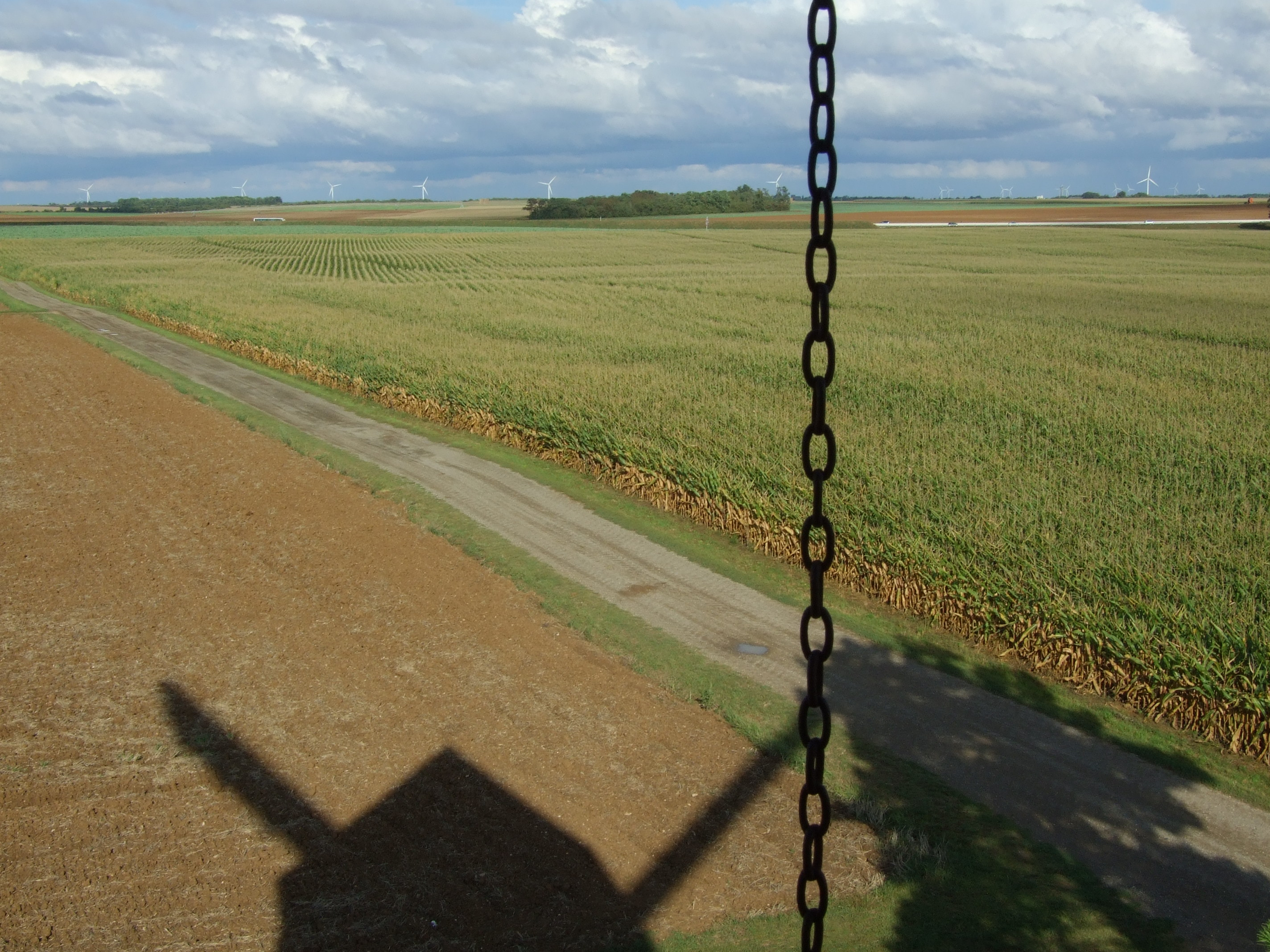

#### Église Saint-Saturnin

L'église Saint-Saturnin
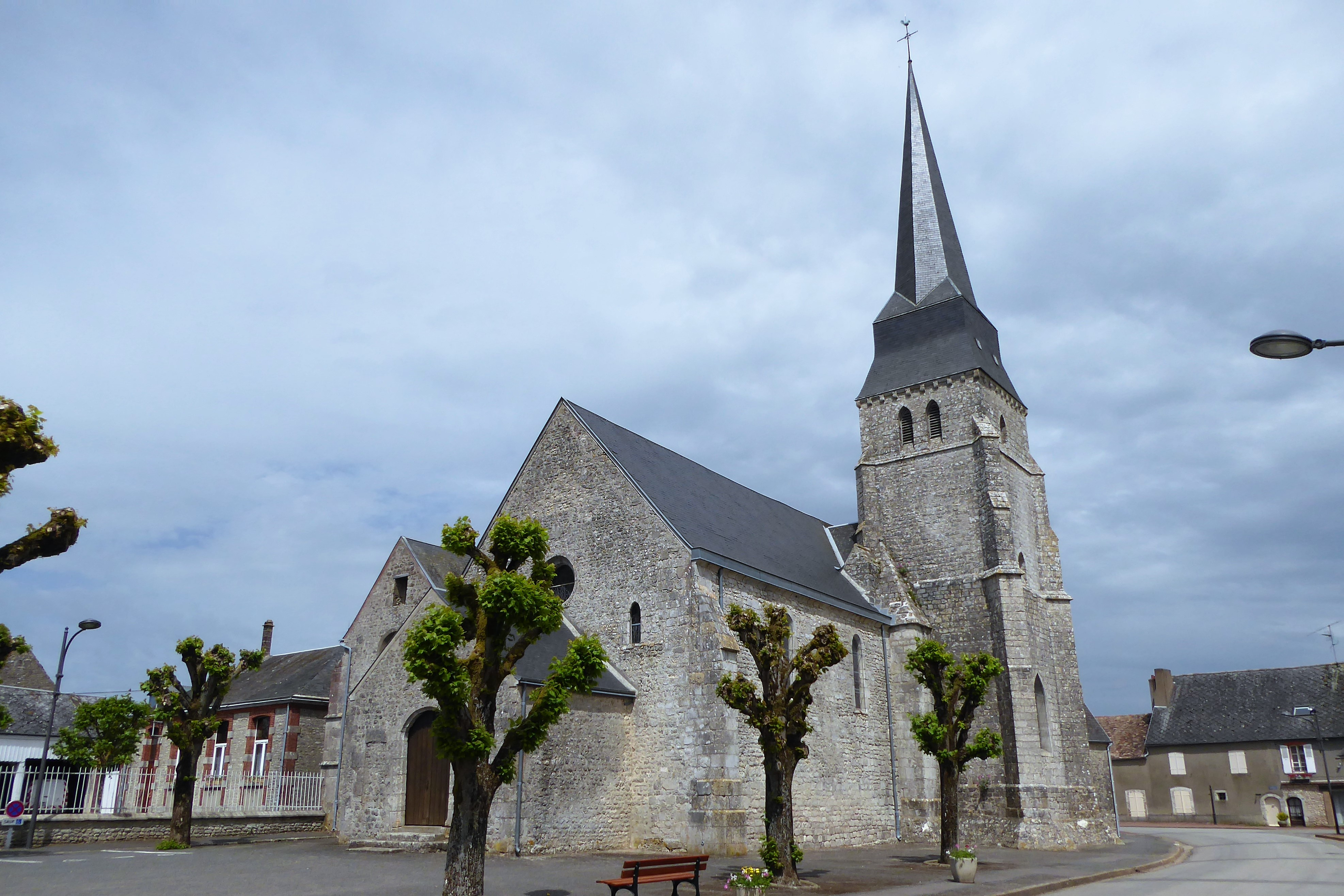
Façade ouest, mur sud et clocher de l'église.
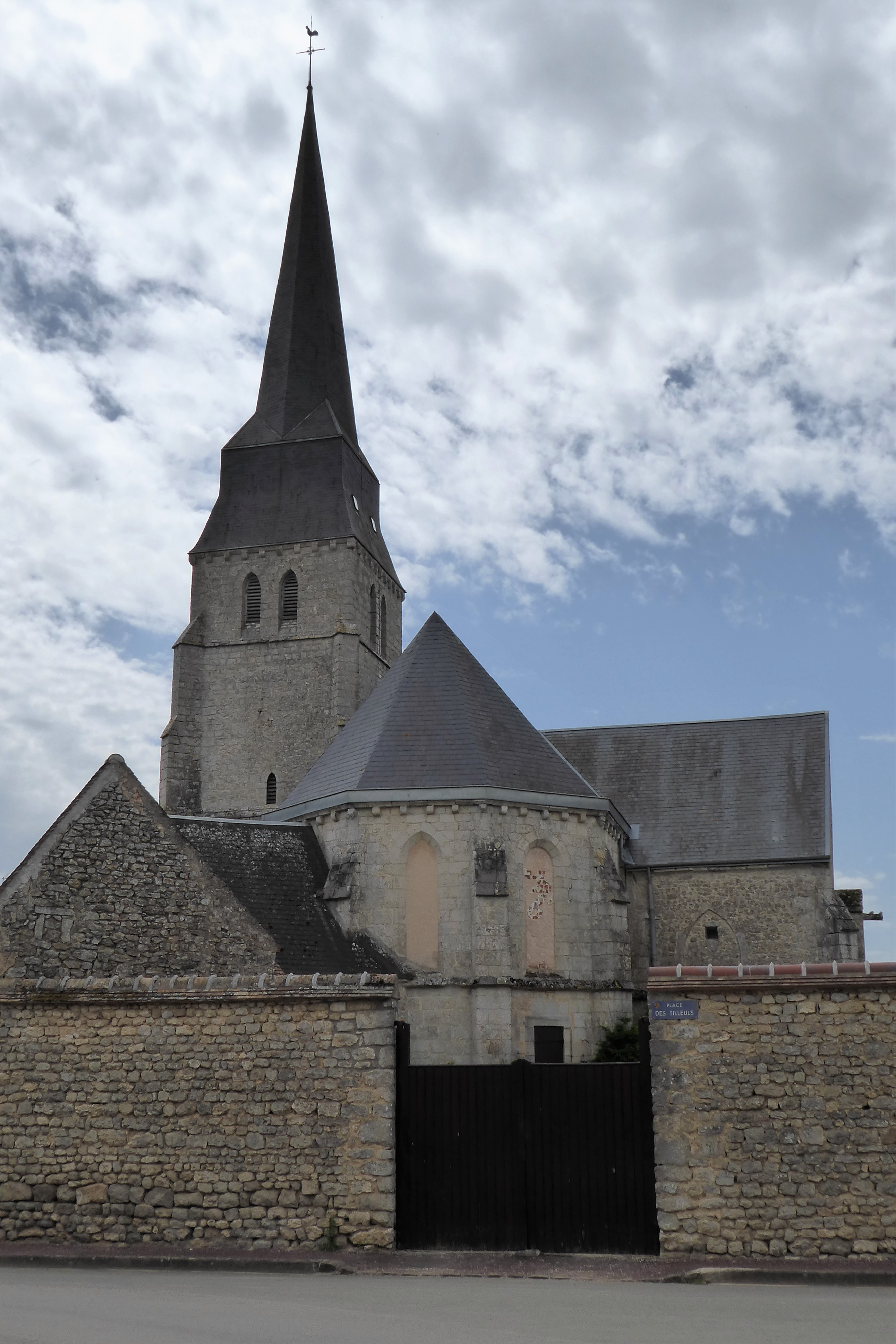
Abside.

#### Dolmen de la Pierre Levée

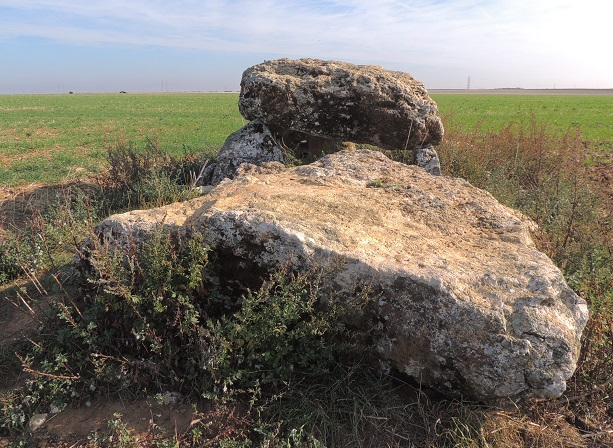
Dolmen de la Pierre Levée.

L'ensemble est constitué d'une grande dalle à terre (sépulture ?) et du dolmen ouvert, sur des petits orthostates, avec sa table épaisse et ovoïde.

### Héraldique
| Blason de Ymonville | Blason  | De gueules à trois gerbes de blé d'or, liées de sable; à la filière d'argent. |
| Blason de Ymonville | Détails | Le statut officiel du blason reste à déterminer.                              |